# 呪縛の家
『呪縛の家』（じゅばくのいえ）は、高木彬光の長編推理小説で、神津恭介シリーズの長編第2作。

## 解説
本作は、1949年6月から1950年6月に『宝石』に連載された作品である。第二次世界大戦中に隆盛し戦後没落した新興宗教・紅霊教を背景に、密室殺人と奇怪な殺人予告による見立て殺人を主軸にして、横溝正史の作品のようなおどろおどろしい雰囲気と、怪しげな予言者や事件の度に現れる黒猫といった怪奇趣味に彩られた本格推理小説である。
作者は2回にわたる「読者への挑戦」を差し挟み、本作への自信を示すとともに、「本格的探偵小説の真髄の一つは、犯人捜しにある」という自身の信条を明かしている。
しかし、作者の意気込みとは裏腹に、連載中から「愚作」との酷評とその反論の投書が掲載され、作家や評論家、編集者の間でも論議を巻き起こし、連載9回目には「読者への挑戦」の文とともに、犯人を当てた人に原稿料の一部を割いて賞金を差し上げると発表された。

## あらすじ
大伯父と3人の又従妹が奇怪な死を遂げる予感がする。できるなら神津恭介と一緒に来て欲しい……。旧友の卜部鴻一からの依頼を受けて、松下研三は奥武蔵野の八坂村を訪れる。しかし、鴻一が住んでいる大伯父の卜部舜斎を教祖とする紅霊教の本部に向かう途中に出会った怪しげな男から、「今宵、汝の娘は一人、水に浮かびて殺さるべし」という不吉な予言を告げられる。
鴻一が語るには、その男は卜部六郎という紅霊教の元門弟で、卜部家でこれから起こる4つの殺人事件を予言しているという。その予言の予兆であるかのように、鴻一の3人の又従妹のうち三女の土岐子が、何者かに毒を飲まされる。命に別状はなかったが、予言はその夜、現実のものとなる。又従妹の長女の澄子が浴槽の中で短刀に胸を刺されて死体となって発見される。用心のために風呂場の入り口には見張りがいて、浴室の扉は内側から鍵が掛かっているという、二重に閉ざされた密室の中での出来事であった。
事件を担当する楠山警部から尋問を受けた卜部六郎は卒倒し、村の開業医である菊川医院に送り届けられるが、研三は菊川医師から、意識を取り戻した六郎が「悪魔の娘は殺さるべし。火に包まれて殺さるべし。」と予言を口走ったと聞かされる。さらに研三は土岐子から、家にいた7匹の黒猫が4日前からいなくなったことを聞かされる。そこへ遅ればせながら訪れた神津恭介に、鴻一は黒猫がいなくなった翌朝、雨戸にピンで留められた封筒の中の手紙に4つの殺人予告が記されていたことを語る。
舜斎は宙を泳ぎて殺さるべし
澄子は水に浮かびて殺さるべし
烈子は火に包まれて殺さるべし
土岐子は地に埋もれて殺さるべし
それは、紅霊教の奥義である四元素（地・水・火・風）を基にした四元説に基づいての殺人予告であった。
神津は土岐子と次女の烈子を鍵のかかる洋間に移して研三と不寝番をし、舜斎には楠山警部に付いてもらうよう依頼するが、それを嘲笑うかのようにまたも事件が起きる。近くの社で火事が起きるとともに、烈子の部屋の中から猫の鳴き声が聞こえ、鍵を開けて部屋の中に入ると、烈子ではなく下働きの女中のお時が毒を飲まされて死んでおり、その側に1匹の黒猫がうずくまっていた。窓の鎧戸が閉まった密室の中の出来事であった。そして、火事が起きた社のお堂の跡からは、烈子が胸に短刀を突き立てられて焼かれた死体となって発見され、その側で猫が1匹焼き殺されていた。
さらに「殺さるべし、地に埋もれて殺さるべし」という六郎の新たな予言の後、鴻一の従弟の香取睦夫の毒殺事件、睦夫の兄・幸二の毒殺未遂事件を経て、事件は「地」の殺人に突き進んでいく。

## 主な登場人物
神津恭介（かみづ きょうすけ）
東大医学部法医学教室に勤務。名探偵。
松下研三（まつした けんぞう）
神津の一高時代の友人で助手。
卜部鴻一（うらべ こういち）
神津と研三の一高時代の友人。
卜部舜斎（うらべ しゅんさい）
鴻一の祖母の兄。紅霊教の教祖。
卜部澄子（うらべ すみこ）
舜斎の長女。
卜部烈子（うらべ れつこ）
舜斎の次女。
卜部土岐子（うらべ ときこ）
舜斎の三女。20歳。
香取幸二（かとり こうじ）
鴻一の従弟。紅霊教の信者。35歳。香取商会の共同経営者。
香取睦夫（かとり むつお）
鴻一の従弟、幸二の弟。紅霊教の信者。33歳。香取商会の共同経営者。
吾作（ごさく）
卜部家の下男。口と耳が不自由。
お時（おとき）
卜部家の下働きの女中。18歳。
卜部六郎（うらべ ろくろう）
紅霊教の元門弟。予言者。
木下昌子（きのした まさこ）
「千晶姫」と名乗る巫女。
菊川隆三郎（きくかわ りゅうざぶろう）
八坂村の開業医。
楠山（くすやま）
淺川警察署の警部。
松下英一郎（まつした えいいちろう）
研三の兄。警視庁捜査一課長。

## 補足
前作の『能面殺人事件』に続いて読者への予告なく、2つ目の「読者への挑戦」の中で『グリーン家殺人事件』犯人の名前が明かされている。

## 映像化
1987年12月26日、『土曜ワイド劇場』にてドラマ化された。主演は近藤正臣。

## 舞台化
2023年8月から9月にかけて、ノサカラボの公演として舞台化された。主演は林一敬（ジャニーズJr.）。

### スタッフ
- 脚本：須貝英
- 演出・構成：野坂実
- 音楽：村井邦彦、上野耕路

### キャスト
- 神津恭介 - 林一敬（ジャニーズJr.）
- 松下研三 - 濱田龍臣
- 卜部鴻一 - 手島麗央（ジャニーズJr.）
- 卜部土岐子 - 入山杏奈
- 卜部烈子 - 神志那結衣
- 卜部澄子 - 関根優那
- 木下六郎 - 賀集利樹
- お光 - 福室莉音
- 楠山秀雄 - 岡田達也
- 菊川隆三郎 - 内海光司
- 卜部舜斎 - 片岡鶴太郎（特別出演）
- アンサンブル - 太田秀介、東井隆希

### 公演日程
- 東京公演：2023年8月26日 - 9月3日、サンシャイン劇場
- 福岡公演：2023年9月16日・17日、キャナルシティ劇場
- 大阪公演：2023年9月21日 - 24日、サンケイホールブリーゼ